# Cernay, Haut-Rhin
Cernay là một xã trong tỉnh Haut-Rhin, thuộc vùng Grand Est của nước Pháp, có dân số là 10.446 người (thời điểm 1999).

## Thông tin nhân khẩu
| 1962  | 1968  | 1975  | 1982   | 1990   | 1999   |
| ----- | ----- | ----- | ------ | ------ | ------ |
| 8.372 | 8.563 | 9.342 | 10 208 | 10 313 | 10 446 |